# 黎剎紀念體育場
黎剎紀念田徑足球場，簡稱為黎剎紀念體育場，為菲律賓黎剎紀念體育中心的主場館及國家體育場。它為1954年亞洲運動會和四屆東南亞運動會的場館。

## 外部連結
- 黎剎紀念體育場照片 at WorldStadiums.com

| 前任： 第一屆                  | 亞洲田徑錦標賽 比賽場館 1973 | 繼任： 東大門運動場 漢城         |
| 前任： 蘇加薩達薩體育場 吉隆坡 | 亞洲田徑錦標賽 比賽場館 1993 | 繼任： 格羅拉蓬卡諾體育場 雅加達 |
| 前任： 蘇加薩達薩體育場 可倫坡 | 亞洲田徑錦標賽 比賽場館 2003 | 繼任： 仁川文鶴競技場 仁川       |